# Trovo Live
Trovo (anteriormente conocido como Madcat) es una plataforma de retransmisión de videojuegos en directo y Videoblogs de Influencer respectivamente, propiedad de Tencent Holdings muy similar a Twitch. Trovo presenta opciones de suscripción de pago escalonadas para cada canal con un monto de $4.50 dólares, permitiendo que los suscriptores reciban recompensas personalizadas. Actualmente la plataforma se encuentra en fase beta. Sin embargo la plataforma tiene con el fin de competir directamente a Twitch de Amazon, YouTube de Google y otra nueva plataforma cuyo nombre en clave es Brime, que ha conseguido la atención del público, esto después del cierre de la plataforma Mixer de Microsoft.